# Probarbus labeamajor
Probarbus labeamajor es una especie de peces de la familia de los
Cyprinidae en el orden de los Cypriniformes.

## Morfología
- Los machos pueden llegar alcanzar los 150 cm de longitud total[1] y 70 kg de peso.[2]
- Número de  vértebras: 40-41.[3]

## Alimentación
Come organismos  bentónicos y larvas de insectos.

## Hábitat
Es un pez de agua dulce y de clima tropical.

## Distribución geográfica
Se encuentran en Asia: es una especie de pez endémica de la  cuenca del río Mekong.